# Lisbet Jakobsen
Lisbet Jakobsen, född 21 januari 1987, är en dansk roddare.
Jakobsen tävlade för Danmark vid olympiska sommarspelen 2016 i Rio de Janeiro, där hon tillsammans med Nina Hollensen slutade på 13:e plats i dubbelsculler.